# If I Can't Have You (canção de Bee Gees)
"If I Can't Have You" é uma canção escrita por Barry, Robin e Maurice Gibb, dos Bee Gees. A música inicialmente apareceu na trilha sonora de Os Embalos de Sábado a Noite, na versão de Yvonne Elliman, lançada em novembro de 1977. A versão dos Bee Gees' surgiu um mês depois como lado B do disco "Stayin' Alive". Mas a canção ficou mais famosa pela versão gravada por Yvonne Elliman.

## Gravação
Embora Yvonne Elliman tenha produzido seu álbum de 1976 Love Me com o produtor Freddie Perren que era uma grande força no movimento disco (Perren tinha produzido o hit "Boogie Fever" dos Sylvers em 1976, e logo colaboraria com Gloria Gaynor no hino disco "I Will Survive"), Love Me apresentou Elliman não como uma artista disco, mas sim como um cantora de balada pop, nomeadamente na faixa-título, uma composição de Barry Gibb que havia fornecido a Elliman um hit internacional. Pretendeu-se originalmente que a contribuição de Elliman para a trilha sonora de Saturday Night Fever fosse outra balada escrita pelos irmãos Gibb: "How Deep Is Your Love".
Enquanto isso, os Bee Gees produziram sua própria versão de "If I Can't Have You" para o filme. No entanto, o presidente da RSO Records e manager dos Bee Gees Robert Stigwood, que era produtor executivo do álbum Saturday Night Fever, ordenou que os Bee Gees gravassem "How Deep Is Your Love" e Elliman experimentasse cantar "If I Can't Have You" em estilo disco.
A decisão se mostrou um sucesso, pois o primeiro single da trilha sonora, a "versão de balada" dos Bee Gees "How Deep Is Your Love", chegou ao número um das paradas, sucedido pelo segundo e terceiro single da trilha sonora, também dos irmãos Gibb: "Stayin' Alive" e "Night Fever". "If I Can't Have You" de Elliman, produzido por Perren, foi o quarto single do álbum Saturday Night Fever, lançado em fevereiro de 1978. "If I Can't Have You" foi o primeiro single da trilha sonora de Saturday Night Fever não realizada pelo Bee Gees, e se tornaria o quarto hit  #1 do filme, alcançando o primeiro lugar na Billboard Hot 100 em 13 de maio de 1978, finalizando as oito semanas de "Night Fever" como # 1. "If I Can't Have You" foi o quarto hit  #1 consecutivo nos EUA de co-autoria de Barry Gibb, e o sexto consecutivo a ser lançado pela RSO Records. O lado B do single era uma faixa do álbum Love Me, "Good Sign", uma composição de Melissa Manchester / Carole Bayer Sager, que já havia sido o lado B de "Hello Stranger" de Elliman.
O sucesso não subiu a cabeça de Elliman, nem lhe deu idéias de seguir o sucesso repentino na disco com uma profunda incursão no gênero. Na ocasião, em entrevista dada ao jornalista Peter J. Boyer, Elliman demonstrou desprezo por seu hit #1, referindo-se a ele apenas casualmente como "aquela coisa do Saturday Night Fever". Apesar do sucesso que teve, "If I Can't Have You" é uma música disco, e Elliman sabia que sua voz alta e rouca seriam mais adequados em outros gêneros. "If I Can't Have You" foi incluido no lançamento do álbum de Elliman, Night Flight, em fevereiro de 1978, album produzida por Robert Appère e que, apesar da canção, não era voltado a disco. Nenhuma faixa de Night Flight foi lançada como single acompanhada de "If I Can't Have You". O próximo single de Elliman foi uma balada de rock intitulada "Savannah", que não conseguiu consolidar o potencial de Elliman entre as estrelas da música. Elliman voltou ao estilo disco em 1979 com "Love Pains", que a fez retornar ao Top 40 mais uma vez, antes dela abandonar a cena musical na década de 1980.
"If I Can't Have You" também fez parte da trilha sonora do filme Big Daddy, em 1999.

### Desempenho nas paradas musicais[2]
| Parada (1978)  | Posição mais alta |
| -------------- | ----------------- |
| Estados Unidos | 1                 |
| Canadá         | 1                 |
| Reino Unido    | 4                 |
| França         | 5                 |
| Bélgica        | 22                |
| Holanda        | 28                |